# UFC 97
UFC 97: Redemption è stato un evento di arti marziali miste tenuto dalla Ultimate Fighting Championship il 18 aprile 2009 al Centre Bell di Montréal, Canada.

## Retroscena
L'ente del Québec Régie des alcools, des courses et des jeux per la regolazione delle attività sportive voleva in un primo tempo vietare gomitate e ginocchiate, utilizzare un ottagono più piccolo e fermare un incontro immediatamente nel caso in cui un lottatore colpito cadesse a terra; l'UFC riuscì a dissuadere l'ente e si combatté con le regole standard.

## Risultati

### Card preliminare
- Incontro categoria Pesi Mediomassimi:  Vinny Magalhães contro  Eliot Marshall

Marshall sconfisse Magalhães per decisione unanime (30–27, 30–27, 29–28).
- Incontro categoria Pesi Welter:  Ryo Chonan contro  TJ Grant

Grant sconfisse Chonan per decisione divisa (30–27, 29–28, 28–29).
- Incontro categoria Pesi Leggeri:  Mark Bocek contro  David Bielkheden

Bocek sconfisse Bielkheden per sottomissione (strangolamento da dietro) a 4:57 del primo round.
- Incontro categoria Pesi Medi:  David Loiseau contro  Ed Herman

Herman sconfisse Loiseau per decisione unanime (30–26, 30–27, 30–27).
- Incontro categoria Pesi Medi:  Jason MacDonald contro  Nate Quarry

Quarry sconfisse MacDonald per KO Tecnico (gomitate) a 2:27 del primo round.
- Incontro categoria Pesi Medi:  Denis Kang contro  Xavier Foupa-Pokam

Kang sconfisse Foupa-Pokam per decisione unanime (30–27, 30–27, 30–27).

### Card principale
- Incontro categoria Pesi Mediomassimi:  Steve Cantwell contro  Luiz Cané

Cané sconfisse Cantwell per decisione unanime (29–28, 30–27, 30–27).
- Incontro categoria Pesi Massimi:  Cheick Kongo contro  Antoni Hardonk

Kongo sconfisse Hardonk per KO Tecnico (colpi) a 2:29 del secondo round.
- Incontro categoria Pesi Mediomassimi:  Krzysztof Soszynski contro  Brian Stann

Soszynski sconfisse Stann per sottomissione (kimura) a 3:53 del primo round.
- Incontro categoria Pesi Leggeri:  Sam Stout contro  Matt Wiman

Stout sconfisse Wiman per decisione unanime (29–28, 29–28, 29–28).
- Incontro categoria Pesi Mediomassimi:  Chuck Liddell contro  Mauricio Rua

Rua sconfisse Liddell per KO Tecnico (colpi) a 4:28 del primo round.
- Incontro per il titolo dei Pesi Medi:  Anderson Silva (c) contro  Thales Leites

Silva sconfisse Leites per decisione unanime (49–46, 48–47, 50–46) e mantenne il titolo dei pesi medi.

## Premi
Ai vincitori sono stati assegnati 70.000$ per i seguenti premi:
- Fight of the Night:  Sam Stout contro  Matt Wiman
- Knockout of the Night:  Mauricio Rua
- Submission of the Night:  Krzysztof Soszynski